# Exetastes flavofasciatus
Exetastes flavofasciatus là một loài tò vò trong họ Ichneumonidae.